# 노블 존슨

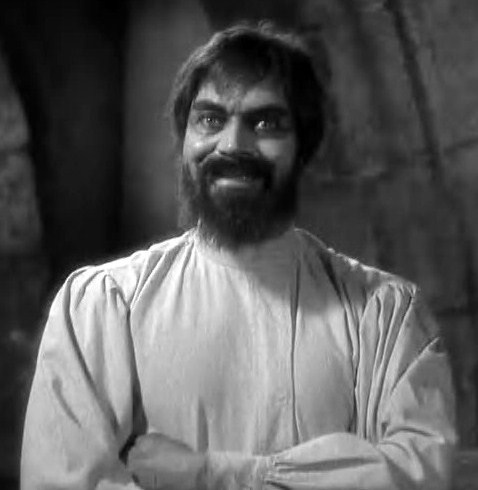

노블 존슨(Noble Johnson, 1881년 4월 18일 ~ 1978년 1월 9일)은 미국의 배우, 각본가, 영화배우, 영화 프로듀서이다.
유카이파에서 사망하였다. 캘리포니아주에 매장되었다.

## 영화
- 황색 리본을 한 여자 (1949년)
- 죽음의 게임 (1945년)
- 탱크 유어 럭키 스타스 (1943년)
- 사막의 노래 (1943년)
- 웨스트 포인트에서 온 열 명의 신사 (1942년)
- 정글북 (1942년)
- 잔지바르 가는 길 (1941년)
- 모호크족의 북소리 (1939년)
- 포맨 앤 프레어 (1938년)
- 위 윌리 윙키 (1937년)
- 로즈 호바트 (1936년)
- 평원의 사나이 (1936년)
- 리브 오브 어 벵골 랜서 (1935년)
- 하사모테 여왕의 비밀 (1935년)
- 키드 밀리언스 (1934년)
- 로마 스캔달 (1933년)
- 킹콩 (1933년)
- 루 모귀의 살인자 (1932년)
- 위험한 게임 (1932년)
- 미이라 (1932년)
- 세이프 인 헬 (1931년)
- 왕중왕 (1927년)
- 벤허 (1925년)
- 항해자 (1924년)
- 바그다드의 도둑 (1924년)
- 십계 (1923년)
- 해저 2만리 (1916년)
- 인톨러런스 (1916년)